# ナミダバシ
ナミダバシは、かつて吉本興業東京本社に所属していたお笑いコンビ。2017年7月5日結成。2021年12月解散。

## メンバー
たくみ（1990年8月14日 - ）（34歳）
ボケ・ネタ作り担当、立ち位置は向かって左。
本名は、鈴木 拓充（すずき たくみ）。千葉県船橋市出身。長髪が特徴。
NSC東京校20期出身。
日本大学法学部卒業。日本大学経商法落語研究会出身で、当時は中山和洋（現・カラークーラー）とコンビ「オーロラ北極点」を組んで活動しており、第3回「わらいを愛する学生芸人No.1決定戦」の決勝へ進出した。
2022年9月より元衝撃デリバリーの和田ランダマイザとのコンビ「超平和万博」として活動するが、2024年8月に解散。

太朗（たろう、1992年2月5日 - ）（33歳）
ツッコミ担当、立ち位置は向かって右。
本名は、奥村 太朗（おくむら たろう）。兵庫県神戸市出身。
NSC東京校22期出身。
六甲アイランド高校、兵庫県立大学卒業。
畠中悠（オズワルド）、柏木成彦（素敵じゃないか）と同居していた。畠中とは頻繁に弾き語りを行っている。
大阪で学生お笑いをしていた頃から粗品（霜降り明星）と交友が深く、そのツッコミの技術を認められている。学生お笑い時代は、現在フワちゃんTVの構成作家である長崎周成とコンビを組んでいた。大学時代はアナウンサー志望で、朝日放送のアナウンサー試験に最終まで進んだことがある。フジテレビの永島優美アナウンサーと同じアナウンススクールに通っていた。
かつてそっくり館キサラでアルバイトをしていた。
2022年3月より元バガリアのさがえわたるとのコンビ「太鵬」として活動。

## 略歴
NSC在学中に7回の解散を繰り返した太朗が、『オーロラ北極点』を解散したばかりだったたくみに声をかけてコンビ結成。共に『あしたのジョー』のファンだったことから泪橋に由来したコンビ名とした。他の候補に『マンモス西』があった。神保町よしもと漫才劇場に主に出演し、2020年11月には劇場のランクシステムでトップクラスに入った。
M-1グランプリでは2018年に3回戦、2019年から2021年まで準々決勝まで進出。2020年、ABCお笑いグランプリ最終予選進出。
2020年の時点で「その年のM-1グランプリ決勝に行けなかったら芸人引退する」と決めており、コロナ禍のために保留状態としていたが、M-1グランプリ2021で準々決勝敗退に終わったことで正式に解散を発表した。なお引退はせず、芸人は続ける。

## 芸風
主に漫才。太朗のきわめて長尺のたとえツッコミを特徴とする。

## 出演
- そろそろ にちようチャップリン（テレビ東京、2020年4月18日）
- マイナビ Laughter Night（TBSラジオ、2019年4月12日）
- 有田ジェネレーション（TBS、2019年6月24日）